# Surf tandem
 (janvier 2023).
Le surf tandem est une discipline du surf se pratiquant en couple sur une même planche et dans laquelle les deux surfeurs réalisent des portés acrobatiques. 

## Palmarès
Les champions du monde ISA :
- 2006 : Brian Keaulana et Cathy Terrada (HAW)
- 2007 : Kalani Viera et Blanche Yoshida (HAW)
- 2008    : Kelly slater et Dane Reynold
- 2009    : Kalani et Ala Vierra (HAW)

Vainqueurs du circuit coupes du monde ITSA :
- 2007 : Kalani Viera et Blanche Yoshida (HAW)
- 2008    : Kalani et Ala Vierra (HAW)
- 2009    : Rico Leroy & Sarah Burel (FRA)

Les champions d'Europe:
- 2007 : Rico Leroy et Sarah Burel (FRA)

Les champions de France : 
- 2004    : Rico Leroy et Sarah Burel
- 2005 : Marie Vigne et Alban Meric
- 2006 : Rico Leroy et Sarah Burel
- 2007 : Rico Leroy et Sarah Burel
- 2008    : Rico Leroy et Sarah Burel
- 2009    : Rico Leroy et Sarah Burel

Vainqueurs des coupes de France :
- 2005 : Rico Leroy et Sarah Burel
- 2006 : Rico Leroy et Sarah Burel
- 2007 : Rico Leroy et Sarah Burel
- 2008 : Rico Leroy et Sarah Burel
- 2009 : Rico Leroy et Sarah Burel[2],[3]

## Liens
- http://www.itsatandem.com Le site de l'International Tandem Surfing Association.